# Goatsnake
I Goatsnake sono una band doom metal statunitense, originaria di Los Angeles.

## Storia del gruppo
I Goatsnake sono stati fondati nel 1996 dopo lo scioglimento dei The Obsessed. La sezione ritmica, composta da Guy Pinhas (già bassista degli olandesi Beaver) e dal batterista Greg Rogers iniziò a suonare con il chitarrista Greg Anderson (Thorr's Hammer, Burning Witch, Sunn O)))). In breve tempo trovarono un cantante, Pete Stahl (Scream, Wool, Earthlings?, The Desert Sessions). I Goatsnake registrarono e pubblicarono due EP 7" nel 1998 e comparirono in diverse compilation metal. Pubblicarono il loro primo album, 1, nel 1999 sotto Man's Ruin Records/Rise Above Records.
I Goatsnake andarono in tour in Europa in supporto al loro album di debutto e suonarono con band del calibro di Unida, Fatso Jetson ed Electric Wizard. Nel 2000 tornarono per un tour del Regno Unito assieme a Orange Goblin e Sunn O))), un altro progetto di Anderson.
Nel 2000 Pinhas lasciò la band per unirsi agli Acid King e fu rimpiazzato da Stuart Dahlquist dei Burning Witch. I Goatsnake pubblicarono uno split proprio con i Burning Witch sotto Hydra Head Records lo stesso anno. Pubblicarono anche l'EP Dog Days per la Southern Lord Records di Anderson. Infine, sempre lo stesso anno, pubblicarono il loro secondo album, Flower of Disease, sotto Man's Ruin Records/Rise Above Records.
I Goatsnake si sciolsero nel 2001 e Anderson continuò a lavorare con i Sunn O))) e con i Teeth of Lions Rule the Divine.
Nel 2004 si sono riformati: ad Anderson e Stahl si sono aggiunti il bassista Scott Reeder (The Obsessed, Kyuss) e il batterista JR (Cave In). Hanno registrato tre brani che sono stati pubblicati nell'EP Trampled Under Hoof assieme a due brani precedentemente pubblicati esclusivamente in vinile. Sempre nel 2004 pubblicarono la compilation 1 + Dog Days sotto Southern Lord Records, che conteneva il primo album e l'EP Dog Days, oltre a brani dall'EP Man of Light.
I Goatsnake si riuniranno in formazione originale per uno show da headliner al Roadburn Festival del 2010, il 15 aprile.

## Formazione

### Formazione attuale
- Pete Stahl - voce
- Greg Anderson - chitarra
- Scott Reeder - basso
- JR - batteria

### Ex componenti
- Guy Pinhas - basso
- G. Stuart Dahlquist - basso
- Greg Rogers - batteria
- Joey Castillo - batteria

## Discografia
Album in studio
- 1999 - Goatsnake Vol. 1
- 2000 - Flower of Disease
- 2015 - Black Age Blues

EP
- 1998 - IV
- 1998 - Man of Light
- 2000 - Dog Days
- 2004 - Trampled Under Hoof

Raccolte
- 2004 - 1 + Dog Days

Split
- 2000 - Goatsnake / Burning Witch